# Меморіальна лікарня Індіри Ганді
Меморіальна лікарня Індіри Ганді (англійською "Indira Gandhi Memorial Hospital", скорочено МЛІГ) - це державна багатоспеціалізована лікарня та одна з двох лікарень в Мале, Республіка Мальдіви. Лікарня знаходиться в західному кінці Мале. Лікарня побудував уряд Індії як подарунок Мальдівам, яка присвячена Індірі Ганді. МЛІГ став заміною попередній єдиній лікарні в місті, Центральній лікарні, яка розташовувалася в центрі Мале. Пізніше центральну лікарню було знесено, а територію було передано в оренду приватній партії, щоб зробити ще одну лікарню.
Меморіальна лікарня Індіри Ганді має 350 ліжок і надає ряд основних та спеціальних послуг станом на травень 2009 року.

## Історія
У жовтні 1986 року уряд Мальдів просив допомоги Індії у будівництві великої лікарні під час офіційного візиту Раджіва Ганді. З цим погодився Раджив Ганді, і через два роки Індія та Мальдіви підписали Меморандум про взаєморозуміння у жовтні 1988 року. Фундамент був закладений 14 січня 1990 року, і для завершення робіт лікарні знадобилося майже 5 років.
2 лютого 1994 року міністр Індійського союзу з розвитку міст Шріматі Шейла Каул офіційно передав лікарню уряду Мальдів. Вона була офіційно відкрита 15 квітня 1995 року П. В. Нарасимха Рао.